# Becky Massey
Becky Massey (Ostenda, 21 marzo 2000) è una cestista belga.
È la sorella gemella di Billie Massey.

## Carriera
Con il Belgio ha disputato i Campionati europei del 2021.